# Reparto Comando e Trasmissioni Pozzuolo del Friuli

Scudetto e Motto del Reparto Comando e Trasmissioni Pozzuolo del Friuli

Il Reparto comando e trasmissioni della Brigata corazzata "Pozzuolo del Friuli", ora Brigata di cavalleria "Pozzuolo del Friuli", è stata un'unità dell'Esercito, avente il compito di assicurare il supporto del comando della brigata per gli aspetti logistici, la difesa vicina ed i collegamenti fra i reparti; era dislocato presso la caserma "Cordero Lanza di Montezemolo" di Palmanova.

## Storia
Nasce a Palmanova nel 1975 per la Brigata Corazzata Pozzuolo del Friuli allora inquadrata nella Divisione Meccanizzata Mantova. Era formato da uno Squadrone comando, formato dalla fusione del personale del Quartier Generale della Brigata di cavalleria e del Comando del Reggimento "Genova Cavalleria" (4º), e dalla Compagnia Trasmissioni. Nel 1991 ricevette in organico la Compagnia Genio Guastatori ed assunse la denominazione di Reparto Comando e supporti Tattici, spostandosi poi nell'ottobre 1996 nella caserma Federico Guella di Gorizia.  
Per cambio denominazione, il 4 ottobre 2022 è stato riconfigurato in Reparto Comando e Supporti Tattici "Cavalleggeri di Treviso"(28°), ereditando Bandiera di Guerra e tradizioni del Reggimento "Cavalleggeri di Treviso" (28°).

## Scudetto e motto
Lo scudetto è tripartito: in alto il simbolo della Brigata Corazzata Pozzuolo del Friuli costituito da un Catafratto su fondo giallo arancio; in basso a sinistra la pianta a stella di Palmanova, città che ha ospitato il reparto nella Caserma Montezemolo, e a destra lo stemma del comune di Pozzuolo del Friuli. Il motto "con la fede dei cavalieri di Pozzuolo" si riferisce al coraggio e al valore dimostrati dai cavalieri italiani durante la battaglia combattuta il 30 ottobre 1917, durante la Prima Guerra Mondiale. In particolare, questa espressione simboleggia lo spirito di servizio e la dedizione alla Patria che l'Arma di Cavalleria italiana intende mantenere viva.

## Comandanti
- 1975-1978 Ten. Col. Giuseppe Morace
- 1978-1980 Ten. Col. Fulvio Dragani
- 1980-1982 Ten. Col. Giuseppe Tegano
- 1982-1984 Ten. Col. Francesco Saverio Apicella
- 1984-1986 Ten. Col. Dino Meneghello
- 1986-1987 Ten. Col. Antonio Cosentino
- 1987-1988 Ten. Col. Francesco Ciaramaglia
- 1988-1989 Ten. Col. Anfonso Petaccia
- 1989-1991 Ten. Col. Tito Diamanti
- 1991-1993 Ten. Col. Angelo Babbo
- 1993-1995 Ten. Col. Gianni Miliani
- 1996- Ten. Col. Gianfranco Fabiani